# Колпинский, Юрий Дмитриевич
Юрий Дмитриевич Колпинский (26 июня 1909 года, Кави, Италия — 1 мая 1976, Москва, РСФСР, СССР) — советский искусствовед, член-корреспондент Академии художеств СССР (1958). Заслуженный деятель искусств РСФСР (1968).

## Биография
Родился 26 июня 1909 года в местечке Кави в Италии, жил и работал в Москве.
В 1931 году — окончил МГУ, в 1937 году — аспирантуру Московского института философии, литературы и истории (МИФЛИ).
С 1937 по 1939 годы — научный сотрудник Музея нового западного искусства, с 1940 по 1941 годы — заместитель директора по научной части ГМИИ имени А. С. Пушкина, с 1942 по 1943 годы — редактор «Окон ТАСС» в Узбекистане (в эвакуации).
С 1937 по 1965 годы — преподавал на искусствоведческом отделении МИФЛИ, МГУ, с 1965 по 1976 годы — преподавал в МГАХИ.
С 1954 по 1976 годы — работал в НИИ теории и истории изобразительных искусств Академии художеств, руководитель сектора стран народной демократии, руководитель сектора зарубежного искусства (с 1959), заместитель директора по научной части.
В 1958 году — избран членом-корреспондентом Академии художеств СССР.
В 1971 году — присвоено учёное звание профессора.
В 1974 году — защитил докторскую диссертацию.
Юрий Дмитриевич Колпинский умер 1 мая 1976 года в Москве, похоронен на Донском кладбище.

## Творческая деятельность
Некоторые научные труды: «Образ человека в искусстве эпохи Возрождения в Италии» (М.-Л., 1941), «И. Д. Шадр» (М., 1951), «Иван Дмитриевич Шадр. 1887—1941» (М., 1954, 1964), «По Греции и Италии» (М., 1960), «Искусство Древней Греции» (М., 1961), «Карел Покорни» (М., 1961), «Франсиско Гойя» (М., 1965), «Искусство Эгейского мира и Древней Греции». (М., 1970), «Искусство Венеции XVI в.» (М., 1970), «Великое наследие античной Эллады и его значение для современности» (М., 1977, 1988), «Искусство этрусков и Древнего Рима» (М., 1982).
Руководитель и один из авторов фундаментальных изданий: «Всеобщая история искусств», (М., 1956-66, редактор т. 2-6), «Памятники мирового искусства» (М., 1967); «Борьба за прогрессивное реалистическое искусство в зарубежных странах». (М., 1975, редактор, автор «Введения» и гл. «Искусство Италии»).

## Награды
- Заслуженный деятель искусств РСФСР (1968)
- Золотая медаль АХ (1967)